# 民間雑誌
『民間雑誌』（みんかんざっし）は、1874年（明治7年）に慶應義塾から出版されていた自然科学・社会科学・文学・宗教全般を扱う学術雑誌である。1875年（明治8年）5月廃刊。

## 概要
『民間雑誌』は慶應義塾が初めて発行した雑誌で、明六社の『明六雑誌』（明治7年3月）とほぼ同時期に発刊された。不定期刊行で翌年6月の第12編で一旦は終刊となるのだが、明治9年9月に『家庭叢談』を民間雑誌と改題し週刊雑誌として新発足。1878年（明治11年）5月に民間雑誌を189号で廃刊。民間雑誌発刊時に記された編集方針が交詢社の『交詢雑誌』（明治13年2月）とも関連していた。1882年（明治15年）には『時事新報』が立ち上がっている。
福澤諭吉は民間雑誌に『売薬論』など数多くの社説を載せ、他にも矢野文雄や朝吹英二、中上川彦次郎など慶應義塾の関係者が数多くの社説を載せた。明治時代初期の評論界を文部省の『文部省雑誌』、大槻磐渓の『洋々社談』、中村敬宇の『同人社文学雑誌』などと共に牽引した。この後に出てきたのが徳富蘇峰の『国民之友』（明治20年創刊）や三宅雪嶺の『日本人』（明治21年創刊）である。